# Karl Weinbacher
Karl Weinbacher (Stettino, 23 giugno 1898 – Hameln, 16 maggio 1946) è stato un imprenditore tedesco.

## Vita
Weinbacher lavorò alla Degesch fino al 1924, e poi alla Tesch & Stabenow, dove ricevette la posizione di manager nel 1927, e nel 1943 divenne direttore, sotto il proprietario e amministratore delegato Bruno Tesch. L'azienda fabbricò e vendette lo Zyklon B, usato durante l'Olocausto nelle camere a gas di Auschwitz per uccidere i prigionieri. Weinbacher ricevette le royalties sulle vendite dello Zyklon B.
Dopo la fine della seconda guerra mondiale, Weinbacher, Tesch e Joachim Drosihn, il primo tecnico dell'azienda, furono arrestati: era il 3 settembre 1945. Furono processati da un tribunale militare britannico nel marzo 1946.
Tesch e Weinbacher furono condannati a morte, mentre Drosihn fu assolto. Tesch e Weinbacher furono impiccati nella prigione per criminali di guerra ad Hameln il 16 maggio 1946.